# トラーヴェミュンデ

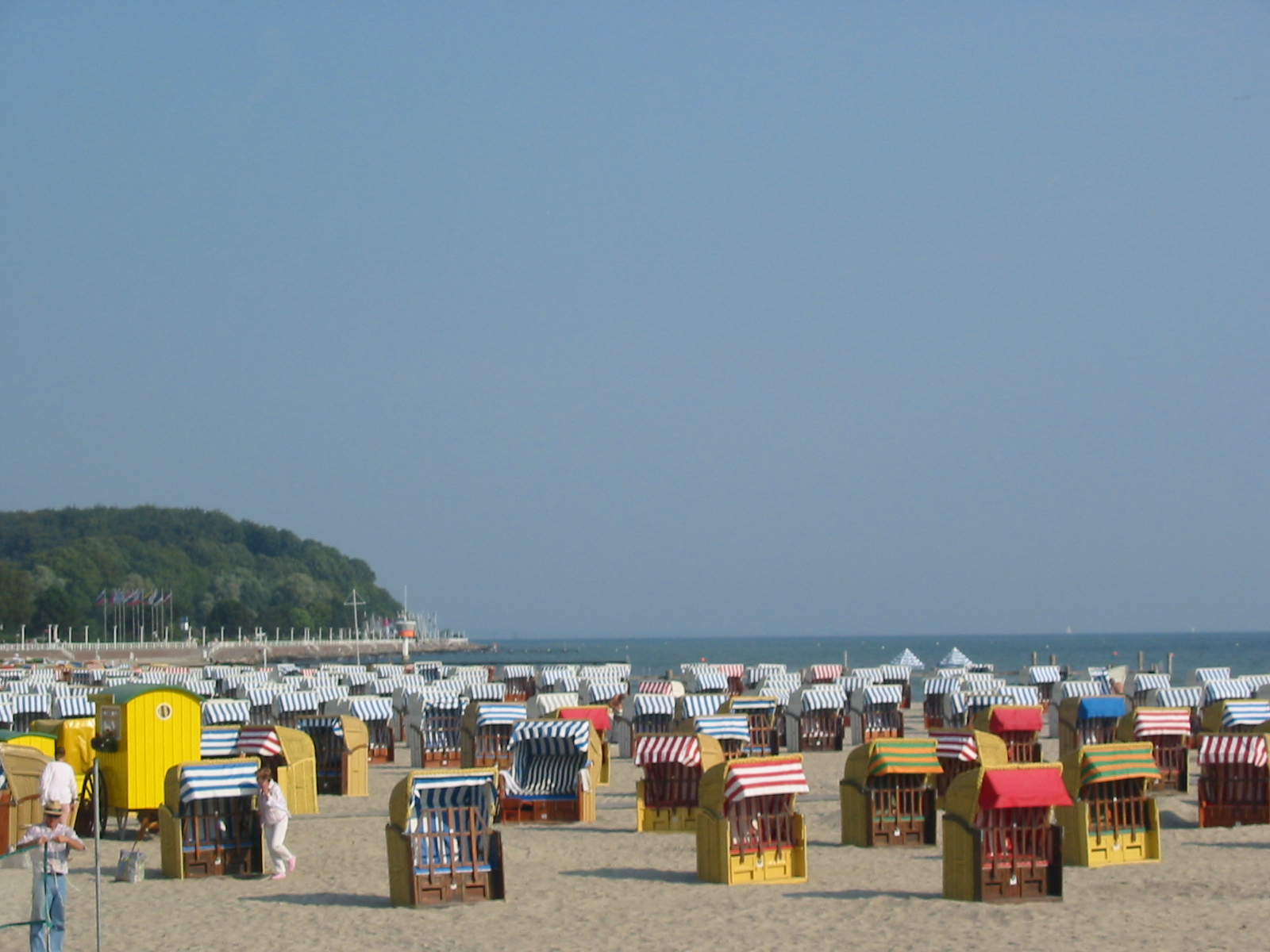
トラーヴェミュンデのビーチ

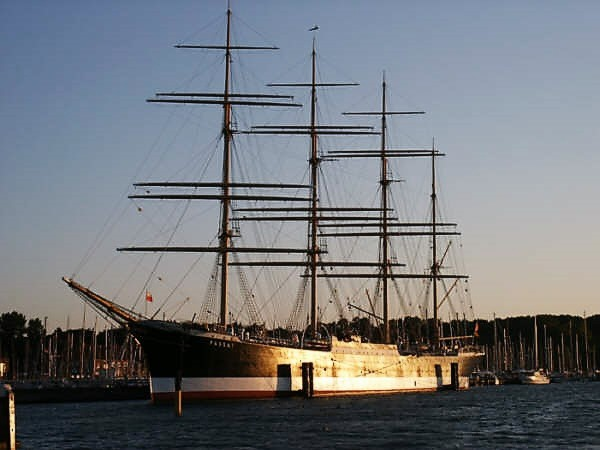
パサート号

トラーヴェミュンデ (Travemünde) は、ドイツ・リューベックの地区である。日本語ではしばしば「トラベミュンデ」「トラヴェミュンデ」の表記もある。トラーヴェ川の河口に位置し、リューベック湾に面する。

## 概要
12世紀、ザクセン公ハインリヒ3世がこの地に要塞を置いたことから、発展が始まった。1317年には町となり、1329年には自由都市リューベックに組み込まれ、現在に至る。なお、要塞は1807年に破壊された。
トラーヴェミュンデは古く(1802年)から海水浴場などのリゾート地として発展してきた。また、バルト海におけるドイツ最大の港であり、スウェーデン、エストニア、フィンランドなどへ船が出ている。1539年には既に灯台が建てられている。また、大型帆船フライングPライナーのパサート号が繋留されている。
ヨットレースが年一度、古くから開かれている。また近年では砂の彫刻（砂像）の展示イベントであるサンド・ワールド・フェスティバルが開かれ、期間中はたくさんの人々が訪れる。

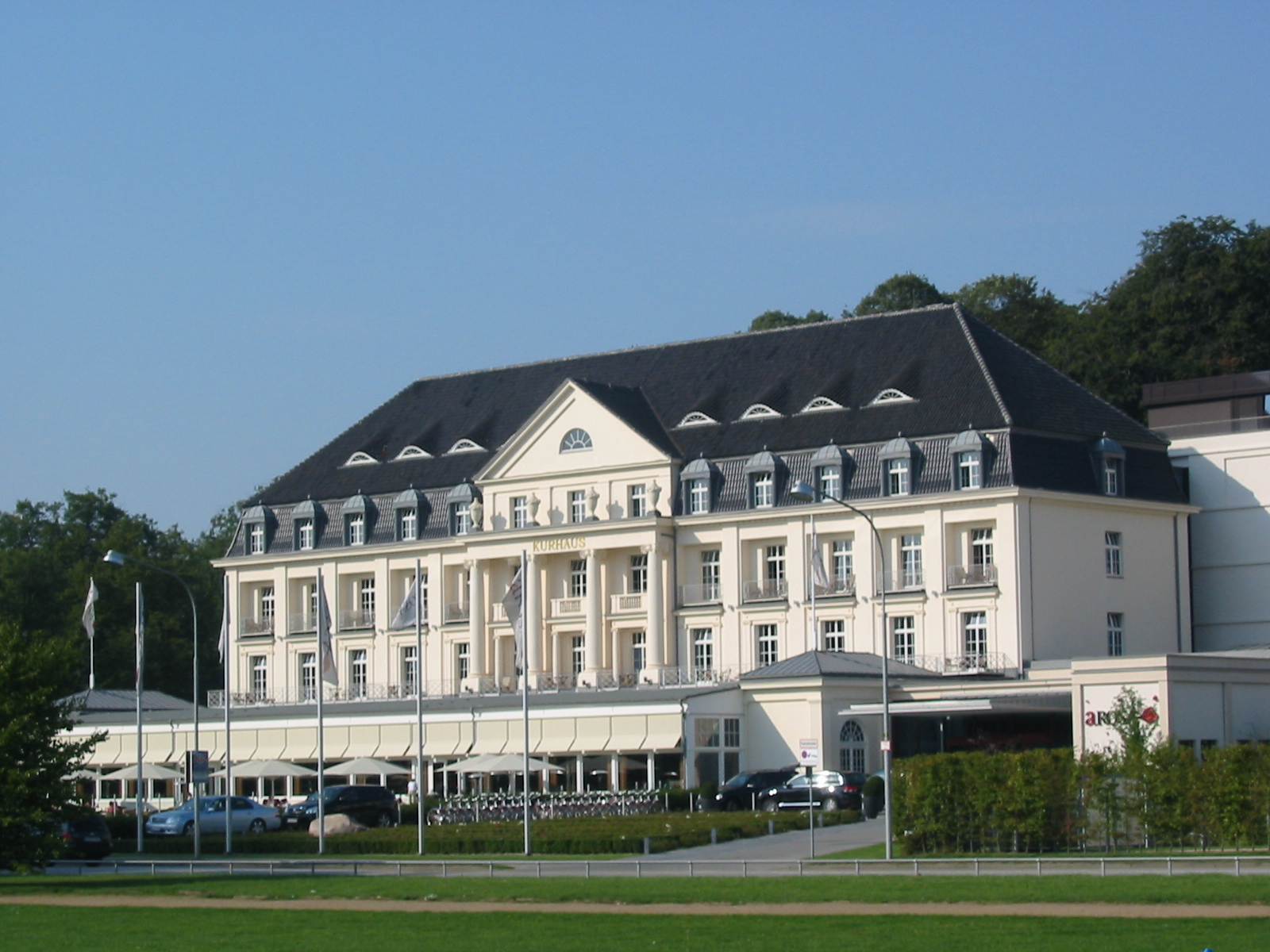
クアハウスホテル
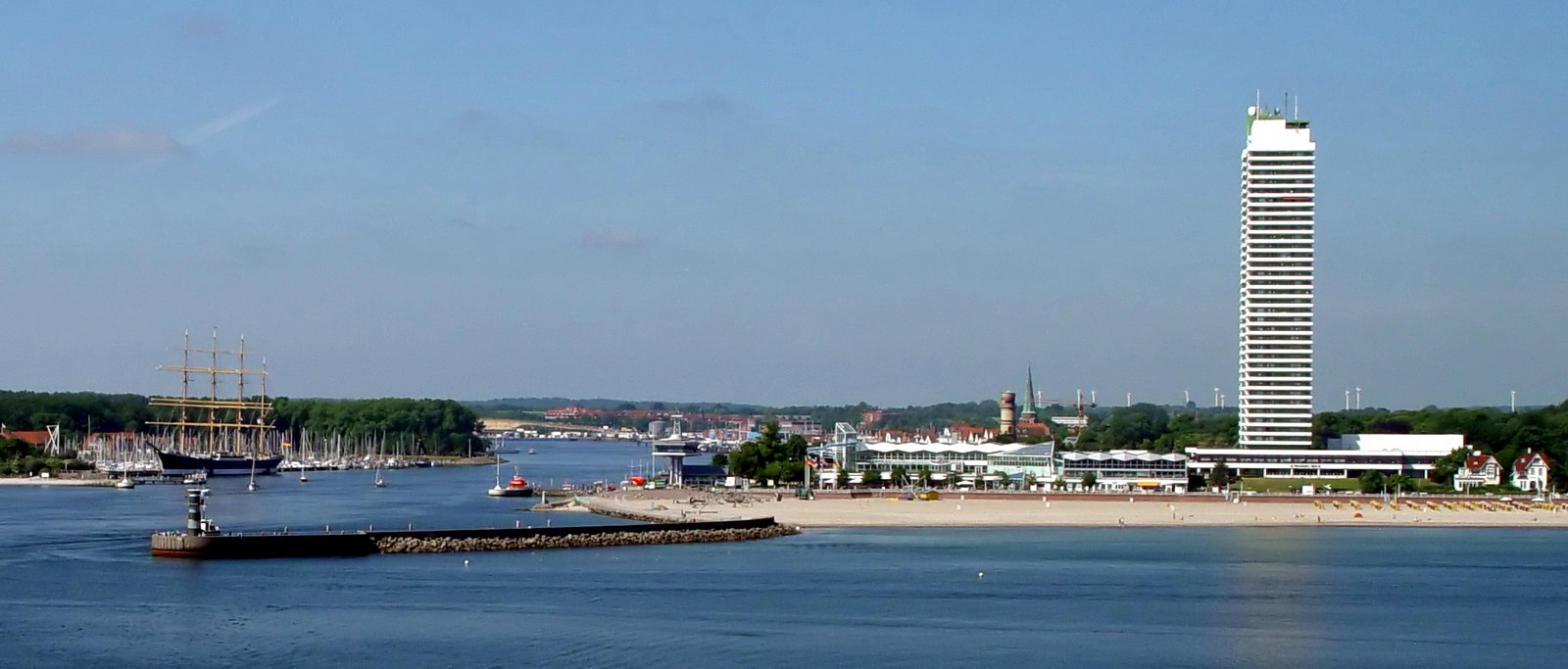
トラーヴェ川河口
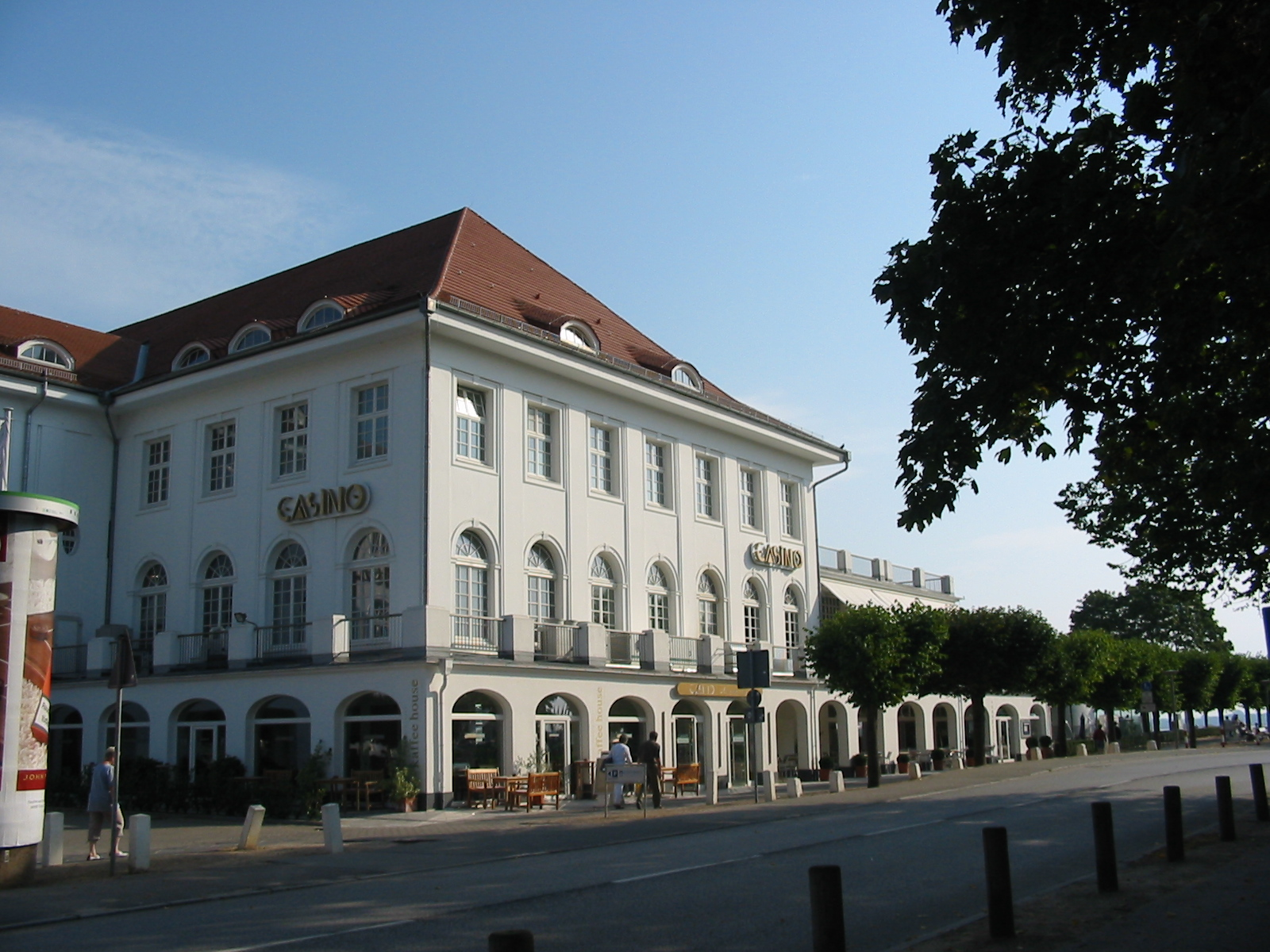
カジノ
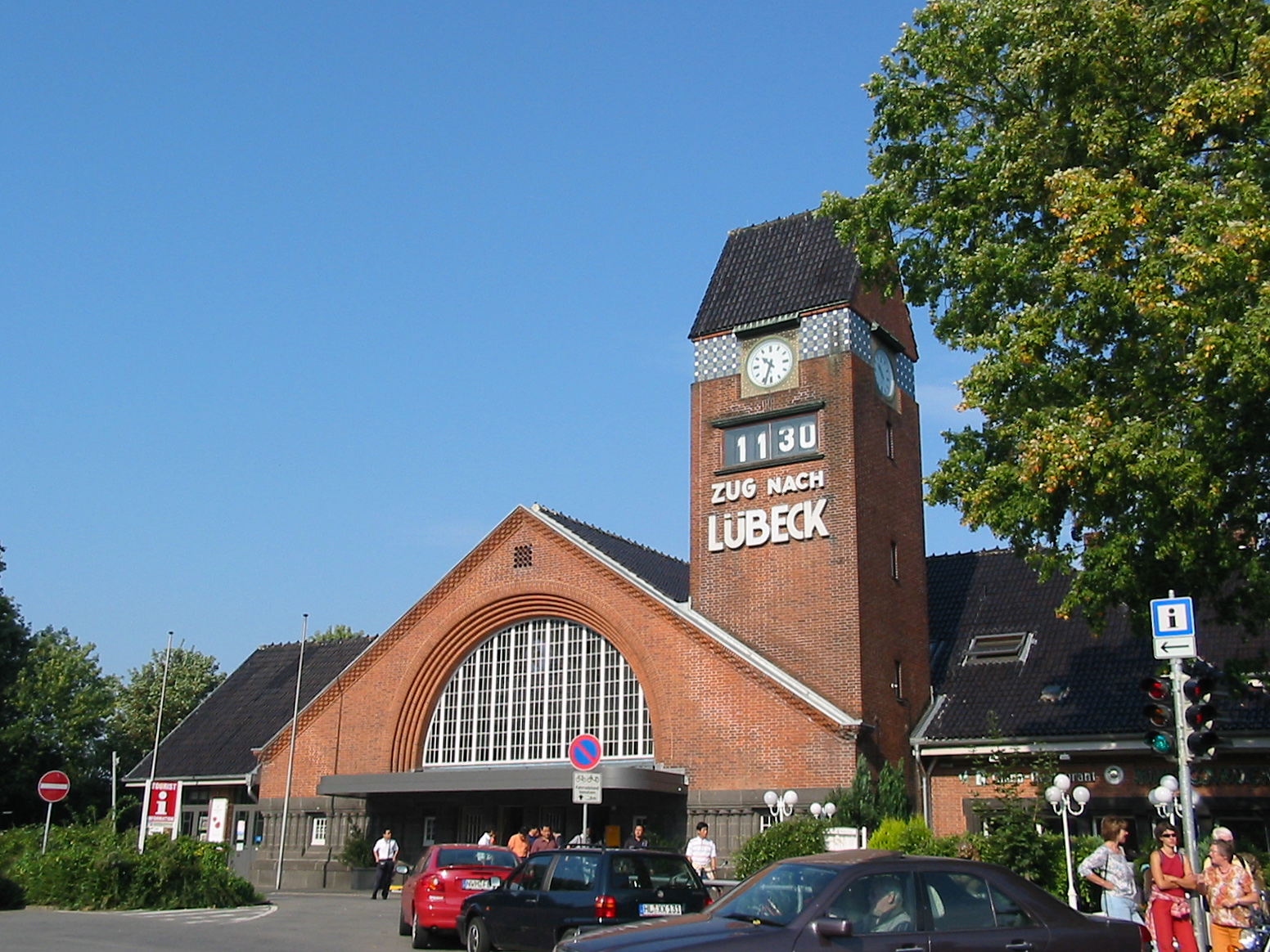
トラーヴェミュンデ駅